# (36134) 1999 RS162
1999 RS162 (asteroide 36134) é um asteroide da cintura principal. Possui uma excentricidade de 0.22577780 e uma inclinação de 9.17082º.
Este asteroide foi descoberto no dia 9 de setembro de 1999 por LINEAR em Socorro.